# Mimosella crosslandi
Mimosella crosslandi is een mosdiertjessoort uit de familie van de Mimosellidae. De wetenschappelijke naam van de soort is voor het eerst geldig gepubliceerd in 1983 door d'Hondt.